# Pixeline Skolehjælp: Lær at Stave – Stavning eller kaos
 Pixeline: Lær at stave - Stavning eller kaos  er det attene spil i Pixeline Skolehjælp serien. Spillet er fra 2009 og er udgivet af Krea Media. 
Spillet starter med at Pixeline skal hjælpe astronauten Nick Spudt med at samle sin raket. Dette gøres ved at stave til det ord der kommer frem. Derudover skal der også tælles stavelser og udpeges navneord, udsagnsord og tillægsord, ved disse opgaver kan man samle bolte og ting til raketten.
Til sidst efter man har gjorde det, flyver astronauten Nick Spudt afsted i sin raket. 